# الحرب البحرية الجزائرية الأمريكية
الحرب البحرية الجزائرية الأمريكية، في 17 جوان سنة (1815) على تحطيم سفينة رايس حميدو بن علي، أشهر قبطان عسكري في زمنه على يد أرمادا بحرية أمريكية هامة مؤذنة بسقوط صورة مدينة الجزائر العاصمة وإيالة الجزائر المنيعة التي سرعان ما وقعت بين براثن الاستعمار الفرنسي، ولقي الرايس حميدو حتفه خلال هذه المعركة بعد أن شارك لمدة سبع سنوات (1808-1815) في الحملات التي شنتها إيالة الجزائر ضدّ السفن التجارية بحوض المتوسط والأطلسي.

## وصلات خارجية
- العلاقات الجزائرية الأمريكية قبل 1830